# Паторжинский, Иван Сергеевич
Иван Сергеевич Паторжи́нский (укр. Іван Сергійович Паторжинський; 1896—1960) — советский украинский оперный певец (бас), педагог. Народный артист СССР (1944). Лауреат Сталинской премии второй степени (1942).

## Биография
Иван Паторжинский родился 20 февраля (3 марта) 1896 года в селе Петро-Свистуново (ныне в Запорожском районе Запорожской области Украины, по другим источникам — в Весёловском районе Запорожской области).
Закончил Бахмутское духовное училище, в 1917 году — Екатеринославскую духовную семинарию.
В 1920-х годах был регентом в Екатеринославском Успенском соборе.
Брал уроки пения у З. Н. Малютиной. В 1922 году окончил консерваторию в Екатеринославе (ныне Днепропетровская консерватория им. М. Глинки).
Пел в Одесском оперном театре. С 1925 года — солист Украинской государственной столичной оперы в Харькове (ныне Харьковский национальный академический театр оперы и балета имени Н. В. Лысенко), с 1935 года — Киевского театра оперы и балета им. Т. Шевченко.
Выступал в концертах и как камерный певец, исполнял арии из опер, романсы, народные песни.
Его партнёршей часто была М. И. Литвиненко-Вольгемут.
Гастролировал по городам СССР и за рубежом: Финляндия, Польша, Канада, США.

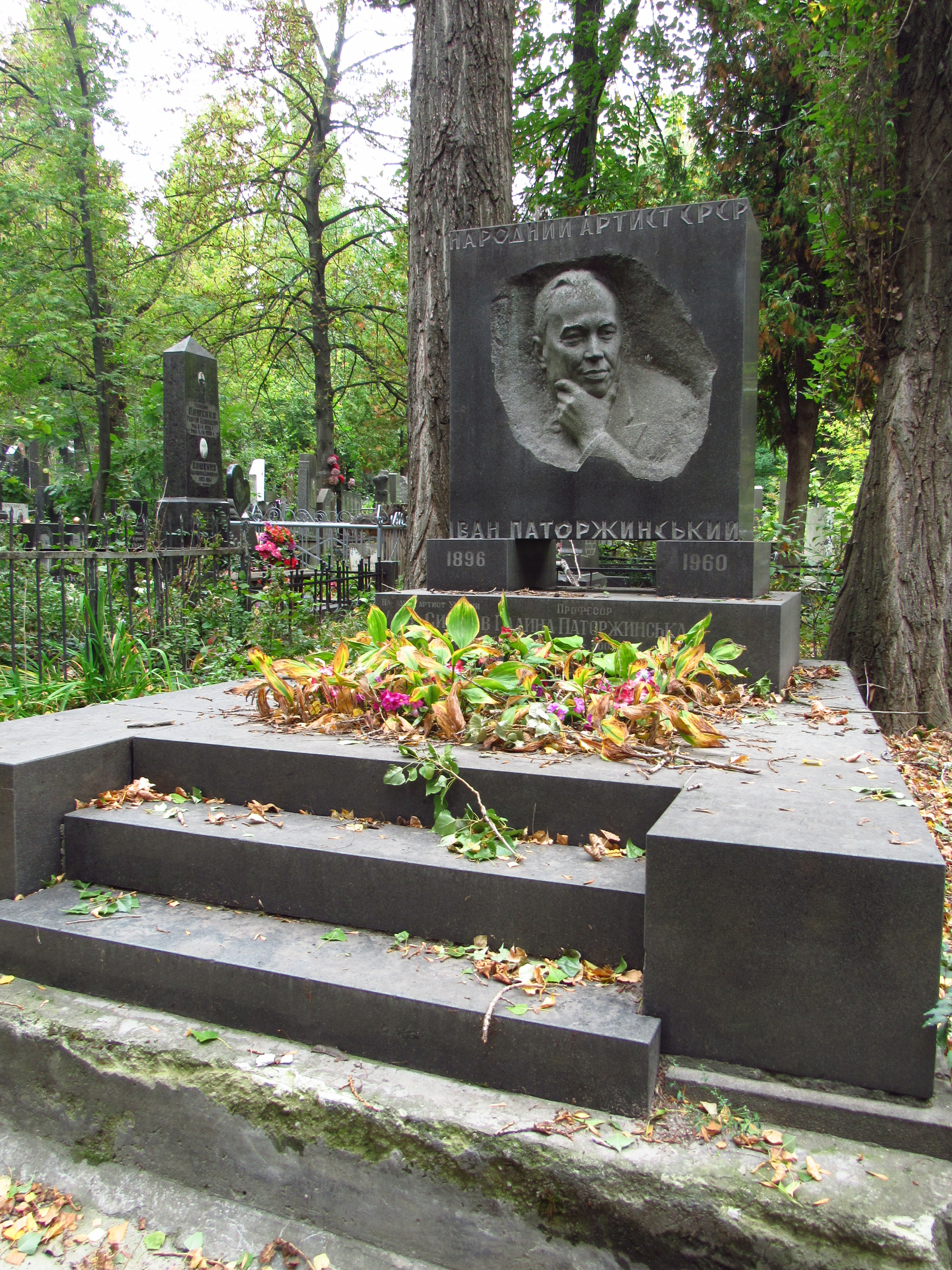
Могила Ивана Паторжинского

Преподавал в Киевской консерватории им. П. Чайковского (ныне Национальная музыкальная академия Украины имени П. И. Чайковского) (с 1946 года — профессор). Среди учеников — Д. Гнатюк, А. Кикоть, Е. Червонюк и др.
В 1948—1954 годах — председатель правления Украинского театрального общества (ныне Национальный союз театральных деятелей Украины).
Член ВКП(б) с 1946 года. Депутат Верховного Совета Украинской ССР 1—3-го созывов.
Иван Паторжинский умер 22 февраля 1960 года в Киеве. Похоронен на Байковом кладбище. Рядом с ним похоронена его дочь — Галина Паторжинская (1925—2002) и зять Лев Силаев (1922—1992)

### Семья
- Отец — Сергей Артёмович Паторжинский, диакон в храме села Петро-Свистуново.
- Брат — Фёдор Сергеевич Паторжинский (1901—1976), певец, хормейстер, регент, преподаватель. Жил в эмиграции до 1958 года.
- Жена — Марфа Фоминична Паторжинская-Снага (1899—1981), украинская пианистка, педагог. Заслуженный деятель искусств Украинской ССР.
- Дочь — Галина Ивановна Паторжинская (1925—2002), украинская пианистка, педагог. Заслуженная артистка Украинской ССР (1991).
- Зять — Лев Григорьевич Силаев (1922—1993), режиссёр. Народный артист Украинской ССР (1965).
- Дочь — Лидия.

## Награды и звания
- Заслуженный артист Республики (1930)[5][6].
- Народный артист Украинской ССР (1936)
- Народный артист СССР (1944)
- Сталинская премия второй степени (1942) — за исполнение заглавной партии в оперном спектакле «Тарас Бульба» Н. В. Лысенко.[7]
- Орден Ленина (04.03.1946[8])
- Три ордена Трудового Красного Знамени (23.03.1936 — «за выдающиеся заслуги в деле развития украинского оперного искусства, украинской музыки, песни и танцев», 1948, 1951)
- Медали.

## Оперные партии
- «Иван Сусанин» М. И. Глинки — Иван Сусанин
- «Борис Годунов» М. П. Мусоргского — Борис Годунов
- «Русалка» А. С. Даргомыжского — Мельник
- «Князь Игорь» А. П. Бородина — князь Игорь, Кончак, князь Галицкий
- «Мазепа» П. И. Чайковского — Кочубей
- «Фауст» Ш. Гуно — Мефистофель
- «Севильский цирюльник» Дж. Россини — Дон Базилио
- «Тарас Бульба» Н. В. Лысенко — Тарас Бульба
- «Запорожец за Дунаем» С. С. Гулак-Артемовского — Карась
- «Наталка Полтавка» И. П. Котляревского — Виборний Макогоненко
- «Молодая гвардия» Ю. С. Мейтуса — Валько
- «Богдан Хмельницкий» К. Ф. Данькевича — дьяк Гаврила
- «Ночь перед Рождеством» Н. А. Римского-Корсакова — Чуб

## Фильмография
- 1936 — Наталка Полтавка (фильм-опера) — Макогоненко
- 1945 — Украинские мелодии (фильм-концерт) — Кобзарь
- 1952 — Концерт мастеров украинского искусства (фильм-концерт) — Карась
- 1953 — Запорожец за Дунаем (фильм-опера) — Иван Карась.

## Память
- На фасаде дома в Киеве, где проживал певец, установлена гранитная мемориальная доска с его барельефным портретом.
- Именем И. Паторжинского названы улицы в Киеве, Запорожье и Днепре.